# Haltérophilie aux Jeux méditerranéens de 2009
Navigation
Édition 2005 Édition 2013
Les compétitions d’haltérophilie des Jeux méditerranéens 2009 ont lieu du 30 juin au 5 juillet 2009.

## Tableau des médailles
| Rang | Nation  | Or | Argent | Bronze | Total |
| ---- | ------- | -- | ------ | ------ | ----- |
| 1    | Turquie | 6  | 6      | 3      | 15    |
| 2    | Égypte  | 6  | 4      | 7      | 17    |
| 3    | France  | 4  | 1      | 3      | 8     |
| 4    | Tunisie | 2  | 4      | 1      | 7     |
| 5    | Albanie | 2  | 4      | 0      | 6     |
| 6    | Syrie   | 2  | 0      | 1      | 3     |
| 7    | Chypre  | 0  | 2      | 0      | 2     |
| 8    | Italie  | 0  | 1      | 1      | 2     |
| 9    | Espagne | 0  | 0      | 3      | 2     |
| 10   | Libye   | 0  | 0      | 2      | 2     |
| 11   | Grèce   | 0  | 0      | 1      | 1     |
|      | Total   | 22 | 22     | 22     | 66    |

## Médaillés

### Hommes
| Event       | Or                               | Argent                    | Bronze                     |       |       |
| 56 kg       | 56 kg                            | 56 kg                     | 56 kg                      | 56 kg | 56 kg |
| ----------- | -------------------------------- | ------------------------- | -------------------------- | ----- | ----- |
| Arraché     | Khalil El Maaoui 121 kg          | Sedat Artuc 115 kg        | Gokhan Kilic 111 kg        |       |       |
| Épaulé-jeté | Khalil El Maaoui 145 kg          | Vito Dellino 140 kg       | Mustafa Ramo 138 kg        |       |       |
| 62 kg       |                                  |                           |                            |       |       |
| Arraché     | Erol Bilgin 138 kg               | Dimitris Minasidis 133 kg | Ivan Garcia 115 kg         |       |       |
| Épaulé-jeté | Erol Bilgin 155 kg               | Dimitris Minasidis 155 kg | Massimiliano Rubino 137 kg |       |       |
| 69 kg       |                                  |                           |                            |       |       |
| Arraché     | Vencelas Dabaya-Tientcheu 150 kg | Briken Calja 142 kg       | Mohamed Abdelbaki 138 kg   |       |       |
| Épaulé-jeté | Vencelas Dabaya-Tientcheu 186 kg | Mohamed Abdelbaki 170 kg  | Manuel Dario Martin 163 kg |       |       |
| 77 kg       |                                  |                           |                            |       |       |
| Arraché     | Erkand Qerimaj 156 kg            | Tarek Abdelazim 155 kg    | Semih Yagci 154 kg         |       |       |
| Épaulé-jeté | Ibrahim Abdelbaki 193 kg         | Erkand Qerimaj 193 kg     | Tarek Abdelazim 188 kg     |       |       |
| 85 kg       |                                  |                           |                            |       |       |
| Arraché     | Izzet Ince 167 kg                | Ervis Tabaku 166 kg       | Mohamed Eshtiwi 161 kg     |       |       |
| Épaulé-jeté | Benjamin Hennequin 196 kg        | Elsayed Hasona 195 kg     | Mohamed Eshtiwi 190 kg     |       |       |
| 94 kg       |                                  |                           |                            |       |       |
| Arraché     | Gaber Mohamed 166 kg             | David Matam 165 kg        | Ahmed Sellou 164 kg        |       |       |
| Épaulé-jeté | David Matam 201 kg               | Gaber Mohamed 200 kg      | José Juan Navarro 196 kg   |       |       |
| 105 kg      |                                  |                           |                            |       |       |
| Arraché     | Ahed Jugheli 171 kg              | Bunyamin Sudas 170 kg     | Grigor Satsian 164 kg      |       |       |
| Épaulé-jeté | Ahed Jugheli 215 kg              | Bunyamin Sudas 212 kg     | Ahmed Mohamed 195 kg       |       |       |

### Femmes
| Event       | Or                    | Argent                  | Bronze                     |       |       |
| 53 kg       | 53 kg                 | 53 kg                   | 53 kg                      | 53 kg | 53 kg |
| ----------- | --------------------- | ----------------------- | -------------------------- | ----- | ----- |
| Arraché     | Nurcan Taylan 90 kg   | Soumaya Fatnassi 84 kg  | Donia Abdelrahman 80 kg    |       |       |
| Épaulé-jeté | Nurcan Taylan 112 kg  | Soumaya Fatnassi 103 kg | Emine Bilgin 102 kg        |       |       |
| 58 kg       |                       |                         |                            |       |       |
| Arraché     | Romela Begaj 95 kg    | Aylin Dasdelen 87 kg    | Ahlem Elarbi 84 kg         |       |       |
| Épaulé-jeté | Aylin Dasdelen 110 kg | Romela Begaj 110 kg     | Agnès Chiquet 106 kg       |       |       |
| 63 kg       |                       |                         |                            |       |       |
| Arraché     | Esmat Ahmed 103 kg    | Sibel Simsek 97 kg      | Muslime Meral-Sunar 92 kg  |       |       |
| Épaulé-jeté | Esmat Ahmed 125 kg    | Sibel Simsek 121 kg     | Muslime Meral-Sunar 110 kg |       |       |
| 69 kg       |                       |                         |                            |       |       |
| Arraché     | Abir Khalil 106 kg    | Hanene Ourfelli 88 kg   | Fatma Abdelsayed 84 kg     |       |       |
| Épaulé-jeté | Abir Khalil 121 kg    | Hanene Ourfelli 103 kg  | Fatma Abdelsayed 97 kg     |       |       |